# Staedtler
Staedtler Mars GmbH & Co. KG je německý výrobce psacích potřeb. Výrobní sortiment firmy obsahuje jak psací potřeby pro běžného spotřebitele, tak i nástroje pro technické a umělecké kreslení. Firma byla založena J.S. Staedtlerem roku 1835 v Norimberku, kde má své sídlo dodnes.